# Drebkau
Drebkau (baix sòrab: Drjowk) és una ciutat alemanya que pertany a l'estat de Brandenburg. El 2020 tenia 5508 habitants.

## Divisió administrativa
Comprèn els nuclis urbans de:
- Casel (Kozle)
- Domsdorf (Domašojce)
- Greifenhain (Maliń)
- Jehserig (Jazorki)
- Kausche (Chusej)
- Laubst (Lubošc)
- Leuthen (Lutol)
- Schorbus (Skjarbošc)
- Siewisch (Źiwize)

També comprèn els veïnat d'Auras (Huraz), Golschow (Golašow), Göritz (Chorice), Illmersdorf (Njamorojce), Klein Oßnig (Woseńck), Koschendorf (Košnojce), Löschen (Lĕziny), Merkur (Merkur), Papproth (Paprotna), Radensdorf (Radowašojce), Rehnsdorf (Radušc) und Steinitz (Šćeńc).